# František Bakule
František Bakule   (Lidmovice, 17 de maig de 1877 - Praga, 15 de gener de 1957) fou un pedagog i músic txec que impulsà de forma original la pedagogia activa i l'educació de discapacitats.

## Biografia
Nascut a Bohèmia en el si d'una família de camperols benestants, František Bakulé va decidir, de ben jove, dedicar-se a l'educació. Estudià a l'Escola de Magisteri de Pftïbram i va començar a fer de mestre, l'any 1897, a Vrapice. Des de l'autorreflexió crítica de la seva experiència docent combinada amb la lectura de pedagogs com Lleó Tolstoi, evolucionarà vers plantejaments actius i participatius de l'educació i de l'escola. Tot i els impediments del sistema educatiu de l'època de l'Imperi Austrohongarès. Amb Lev Tolstoi compartirà la visió de l'acció positiva que tenen sobre els infants el contacte amb la literatura i l'art i els debats sobre qüestions socials i culturals. El pedagog rus serà inspirador de la seva pedagogia i la seva didàctica amb elements com ara la tècnica d'escriptura "amb els ulls clucs".
Però cansat de les traves administratives que el privaven de fer l'escola en línia amb el corrent renovador de l'Escola Nova, l'any 1913 s'engrescà amb la proposta del cirurgià i ortopeda Rudolf Jedlicka de crear un "Institut per al tractament i l'educació dels nens desvalguts" a Praga. Defugint tot plantejament de beneficència o compassiu concebé una escola basada en el fet que la persona és el que fa. Dotant aquells nois dels mitjans per ser membres productius de la societat allunyant-los de la misèria a causa de ser desvalguts físics. Amb aquest objectiu transformà l'escola en un taller. El qual, amb les adaptacions necessàries, acabarà produint joguines de fusta que garantirà la independència financera de la comunitat i assolint la seva emancipació.
La Primera Guerra Mundial forçarà dedicar-se a la fabricació de pròtesis. Però la guerra portarà també una munió d'infants i adolescents orfes i desemparats. Els quals dedicarà atenció i acolliment. Amb l'ajut de la Creu Roja dels Estats Units i altres aportacions construirà unes grans instal·lacions on acollir i educar conjuntament els nois amb desvaliments físics amb els infants orfes. Una de les primeres experiències d'educació inclusiva i integrada dels deficients i administrada amb un alt grau d'autogestió dels mateixos nois. Bakule va participar el 1925 i 1927 en els congressos de la Lliga Internacional per a l'Educació Nova exposant la seva experiència..
Adolphe Ferrière considerà František Bakule com un dels Trois pionniers de l'éducation nouvelle (juntament amb Hermann Lietz i Lombardo-Radice) com titulà un assaig seu de 1928.
Amb la crisi econòmica el seu institut es va trobar amb dificultats financeres, que van provocar el tancament l'any 1937. El 1947 va assistir al Congrés d'Educació Artística, que es va celebrar a París. Després de la Segona Mundial el règim comunista del seu país arraconà les seves idees. František Bakule morí el 1957 a Praga en mig del silenci i l'oblit.

## Propostes pedagògiques
Les bases de la institució de Bakulé fou la individualització de l'ensenyament i la diversitat d'aprenentatges professionals que oferia. Acompanyats del conreu de l'escriptura i la poesia, de l'adquisició d'idiomes moderns i l'esperanto i ajudant-se de les possibilitats educatives que tenen la música i el teatre. Dotant els nois d'un ambient familiar on deficients i sans comparteixen drets i deures, on els educands estant implicats en la formació pròpia i en la dels seus companys.
Partint de què l'amor i l'art són els dos més poderosos motivadors de l'educació, cal ensenyar als nens les coses i les idees que ells mateixos troben útils immediatament, en un ambient escolar acollidor que desperti les potencialitats de cada infant i li ofereixi el camí per descobrir-les i conrear-les. El noi ha d'assolir nous coneixements mitjançant el seu propi treball independent, afrontant els problemes com un observador imparcial que conserva tot el dret a dubtar i oposar-se. Pot rebre tasques difícils, però li correspon decidir com les volen resoldre.
Per a František Bakulé, el treball manual és la clau de volta de la formació, ja que requereix observació, reflexió, concentració, precisió i habilitats motrius. Quan sorgeix la necessitat de llegir, la intel·ligència de l'ull i la de la mà ja estan acostumades a exercicis i habilitats complexes. Es fa ben fàcil recordar uns quants signes, poder-los organitzar i saber reproduir-los. El resultat és ràpid, ja que l'ús hàbil de les eines de treball ja han requerit una activitat reflexiva molt sofisticada. Tota aquesta educació adreça a dotar els nois i joves d'una major independència (entesa com la capacitat d'actuar sense l'ajuda dels altres), també d'una major autonomia (entesa com la capacitat de decidir per un mateix).

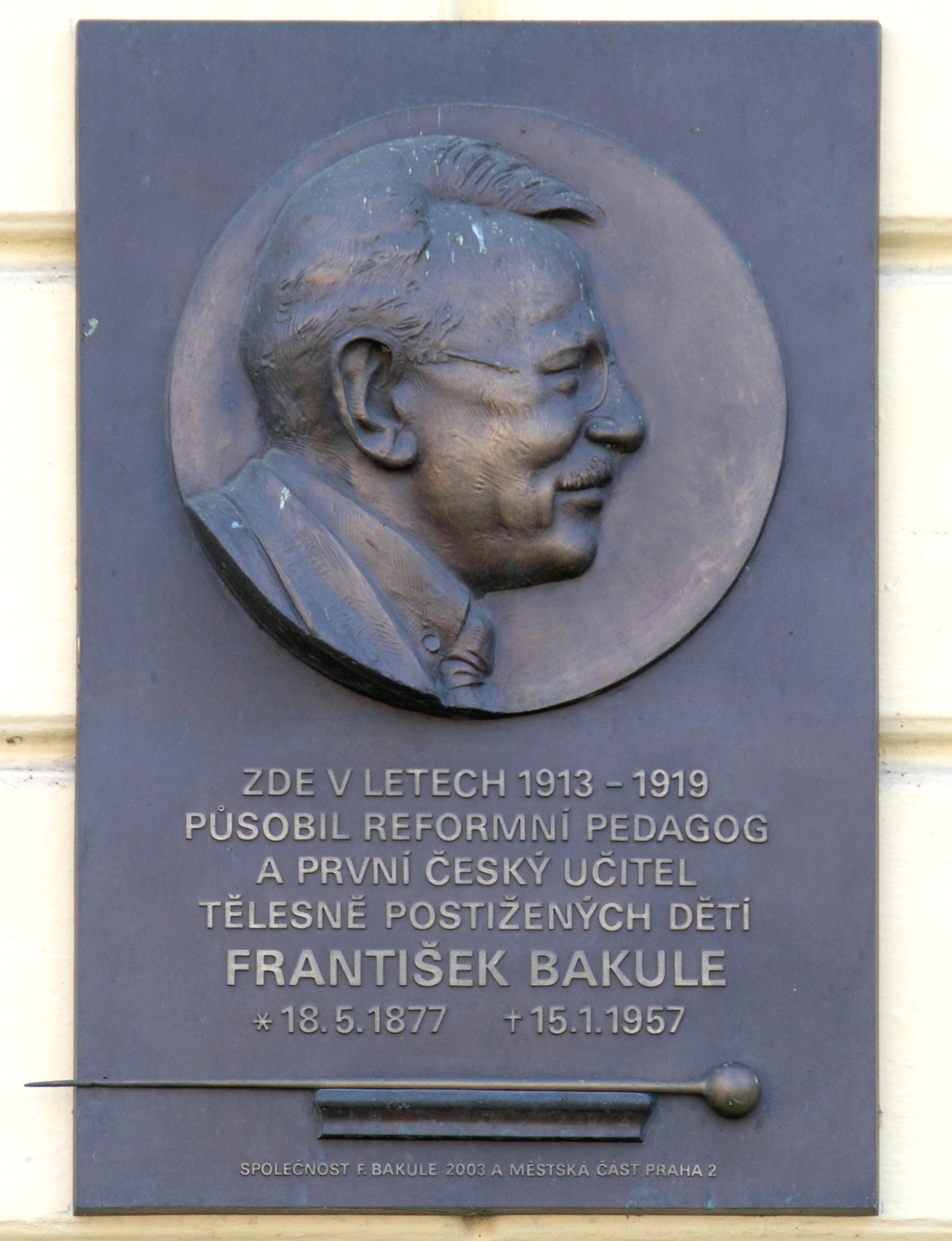
Làpida a Praga dedicada a la memòria de l'obra educativa de František Bakule.

També a aquest objectiu apunten les pràctiques artístiques i musicals. Per al pedagog txec fer i estimar l'art, a més de la felicitat que aporta, mobilitza la sensibilitat, la intuïció i la capacitat de judici molt més que qualsevol altra activitat humana. Convençut d'aquestes virtuts educatives de la pràctica artística, va crear un cor infantil que acabà aplegant grans èxits en gires internacionals per Europa i els Estats Units on fou rebut pel president Hoover a la Casa Blanca.

## Obra
- Bakule, František. Výchova životem a prací. In: První sjezd československého učitelstva a přátel školství v osvobozené vlasti (pod záštitou prezidenta T. G. Masaryka). Praga, 1921 (Educació a través de la vida i el treball. a: Primer congrés de professors i amics de l'educació txecoslovacs a la pàtria alliberada (sota els auspicis del president TG Masaryk).